# Epimeria obtusa
Epimeria obtusa is een vlokreeftensoort uit de familie van de Epimeriidae. De wetenschappelijke naam van de soort is voor het eerst geldig gepubliceerd in 1981 door Watling.